# Горне Туровце
Горне Туровце (словац. Horné Turovce) — село, громада округу Левіце, Нітранський край. Кадастрова площа громади — 12.97 км².
Населення 567 осіб (станом на 31 грудня 2018 року).

## Історія
Горне Туровце згадується 1156 року.

## Населення
| Рік:            | 1994. | 2004.   | 2014.   | 2024.   |
| --------------- | ----- | ------- | ------- | ------- |
| Кількість осіб: | 638   | 603     | 598     | 558     |
| Різниця:        |       | -5,48 % | -0,82 % | -6,68 % |

| Рік:            | 2023. | 2024.   |
| --------------- | ----- | ------- |
| Кількість осіб: | 567   | 558     |
| Різниця:        |       | -1,58 % |